# Английский язык Барроу-ин-Фернесс
Английский язык Барроу-ин-Фернесс (англ. Barrow-in-Furness English, Barrovian) — один из диалектов и акцентов английского языка, распространённый на территории камбрийской общины Барроу-ин-Фернесс и одноимённого города. Технически он является поддиалектом камбрийского диалекта, однако отличается от него рядом особенностей. Английский Барроу-ин-Фернесс испытал влияние языков мигрантов из Шотландии и северо-восточной Англии, а также ланкаширского диалекта.
Слово «Barrovian», кроме всего прочего, обозначает жителя Барроу-ин-Фернесс и окрестностей.

## Происхождение
До середины XIX века Барроу-ин-Фернесс был маленькой рыбацкой деревушкой, и среди местных жителей преобладал камбрийский диалект. Быстрое развитие города началось в период с 1860 до 1880 годов, когда на полуостров Фернесс была проведена железная дорога и были построены крупные сталелитейные предприятия. В начале XX века город также стал центром кораблестроения в регионе, а население выросло до 70 000 человек менее чем за пятьдесят лет за счёт трудовых иммигрантов. Наибольший приток мигрантов наблюдался из близлежащих районов Ланкашира, Ирландии и Шотландии; в первой половине XX века приезжало много рабочих кораблестроительных предприятий из Клайда и Тайнсайда. Таким образом, в Барроу-ин-Фернесс возник новый диалект, испытавший влияние говоров широкой территории севера Великобритании. Основой его, однако, по-прежнему остаётся камбрийский и ланкаширский диалект.
Названия многих мест в общине Барроу-ин-Фернесс происходят из древнескандинавских и кельтских языков. Несмотря на то, что эти названия уже давно англифицированы, иммигранты из вышеперечисленных регионов продолжают произносить их по-своему. Например, название района Roose, который был основан корнуэльскими шахтёрами, добывающими олово, местные произносят со звуком z на конце вместо s. Даже само название Furness произносится по-особому, близко к furnace.

## Фонология
В 2005 году Британская библиотека провела исследование английского языка Барроу-ин-Фернесс, выделив его ключевые отличительные черты. Множество особенностей роднит диалект Барроу с другими североанглийскими диалектами: например, буква o произносится как u (gud вместо good). Также была замечена частая t-глоттализация в середине и конце слов — звук t в этих положениях заменяется на гортанную смычку. Таким образом, слово cart произносится как car, причём r тоже почти не произносится. Кроме того, twenty могут произнести как tweny. Среди других особенностей исследователи отметили частые случаи ng-передизации (freezing, exciting, sleeping произносятся как freezin', excitin', sleepin'), th-передизации (frough вместо through) и опущения H (happy hour произносится как 'appy 'our).
Английский язык Барроу-ин-Фернесс также легко можно распознать по характерному произношению слов с окончанием -ure. В некоторых словах u произносится как её название в алфавите, а re превращается в er; в других словах u вообще опускается, однако инверсия re остаётся. Последний случай можно проиллюстрировать следующими примерами: brochure произносится как broch-er, texture как text-er и figure как fig-er. Часть слов произносится с дополнительным выделением u, например, cure — c-you-er, insure — ins-you-er, immature — immat-you-er и secure — sec-you-er. Особых правил выбора, когда u опускается, а когда наоборот, выделяется, не существует.

## Фразеология и лексика
Слова dead и well используются наряду с very в значении «очень». Словом-паразитом выступает like, а вместо стандартного etc. («и так далее»), присущего письменной речи, в разговоре употребляется фраза and that. Нижеприведённый список содержит распространённые слова и выражения в стандартном английском (слева) и соответствующие им эквиваленты в диалекте Барроу-ин-Фернесс (справа).
| - Anything — aught/owt - Barrow — Barra - Clothes — clobber - Drunk — ratted, off your head, recked - Hello — iya - Him/Her — im/er - Here you go — e are - How are you — y’orite - Later — after - Me — us - Moody — mardy - Mother — mam | - Nothing — nowt - Playing truant — jigging - See — sin - Something — summat - Teach — learn - Throw — chuck, wang - Today — uh’day - Tomorrow — uh’morra - To play — lake - Trousers — kecks, pants - Unfair — tight - Where are you? — where y’at? - Where are you going? — where y’off? |

## «Barrovian» в качестве этнохоронима
Словом Barrovian в английском языке называют ещё и жителя Барроу-ин-Фернесс. Оно также прочно ассоциируется с местной футбольной командой Barrow A.F.C. Словосочетание Old Barrovian в XX веке относилось к выпускникам Barrow Boy and Girl Grammar School, позднее переименованной в Furness Academy.

## Признание
За пределами Северо-Западной Англии диалект Барроу-ин-Фернесс относительно малоизвестен. Опрос, проведённый в 2014 году гостиничной компанией Travlodge, выявил, что английский Барроу-ин-Фернесс находится на шестом месте среди «самых неприятных» диалектов Англии после эссекского, брумми, кокни, белфастского и нагорного английского.